# 苟坪
苟坪（1973年2月—），男，汉族，四川通江人，1994年9月加入中国共产党，1995年8月参加工作，桂林电子工业学院电子机械工程系机械电子工程专业毕业，大学学历，工商管理硕士学位，高级工程师。曾任国务院国有资产监督管理委员会科技创新局局长，国务院国有资产监督管理委员会党委委员、副主任、兼中华全国总工会副主席。
现任中國衛星網絡集團有限公司董事长

## 生平
曾挂职中共重庆市沙坪坝区委常委、沙坪坝区人民政府副区长。2019年，任国务院国资委科技创新和社会责任局局长。2022年3月，改任国务院国资委科技创新局局长。2023年6月，升任国务院国资委党委委员、副主任。同年10月，当选为中华全国总工会第十八届执行委员会副主席。2025年6月卸任国务院国资委员会副主任。